# 宫廷广场 (威斯巴登)

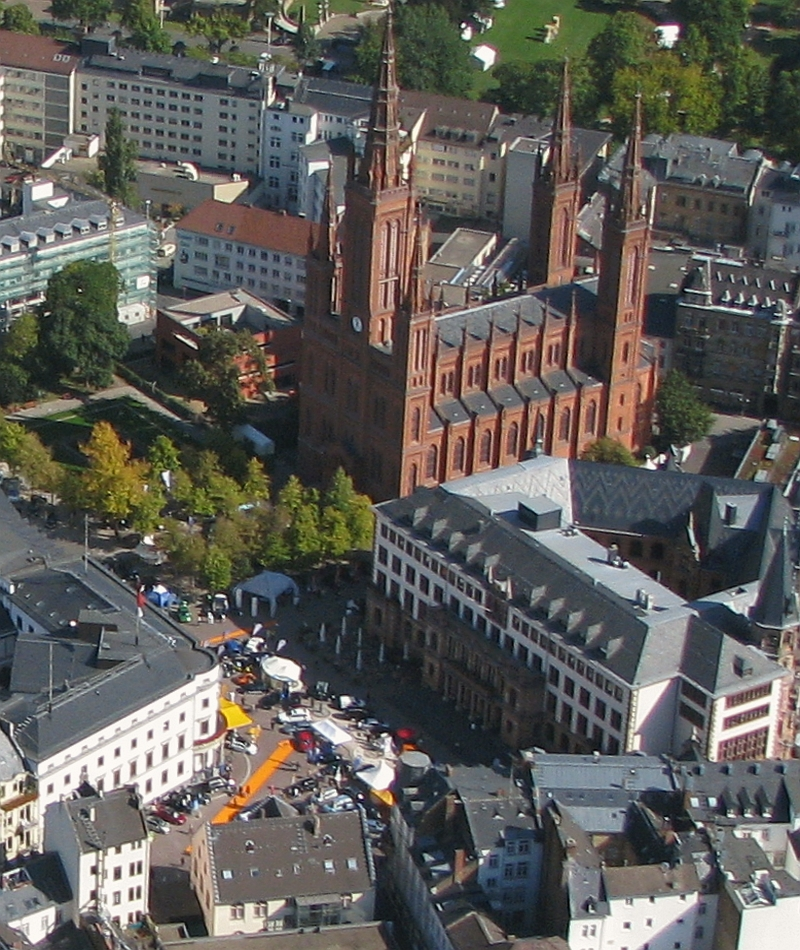
宮廷廣場的空中圖片，左側為城市宮，右側為新市政廳。

宫廷广场（德语：Schloßplatz）是德國黑森首都威斯巴登的一个广场，其北為前拿騷公國公爵的皇家府第城市宮，周邊建築有舊市政廳、新市政廳和市集教堂。